# 喀拉希力克乡
喀拉希力克乡，是中华人民共和国新疆维吾尔自治区阿勒泰地区阿勒泰市下辖的一个乡镇级行政单位。

## 沿革
喀拉希力克是哈萨克语“黑色荆条”之意，因植物得名。西、北两面与布尔津县接壤。全乡分为山地和平原两部分，山地海拔1000米至3000米，平原海拔500米左右，面积1005平方公里。1976年，从卫东公社析出成立阿勒泰县喀拉希里克牧场。1978年，更名喀拉希力克牧场。1984年，置乡。在市境西部，面积695平方千米。当地以哈萨克族、汉族居多，隶属阿勒泰市。

## 行政区划
喀拉希力克乡下辖以下地区：
阿克布勒根村、比铁吾铁热克村、喀拉希力克村和加勒齐村。